# Elise Christie
Elise Christie, née le 13 août 1990 à Livingston, est une patineuse de vitesse en piste courte britannique.

## Biographie
Christie commence par faire du patinage artistique avec une amie au Centrum Arena de Prestwick, mais un club de short-track ouvre dans la même patinoire en 2004. Elle commence à s'entraîner une fois par semaine de douze à quinze ans. Elle rejoint l'équipe nationale britannique, basée à Nottingham, et abandonne le patinage artistique,.
Elle aime chanter, et considère l'heptathlète britannique Jessica Ennis-Hill comme son héroïne. Son petit ami, Shaolin Sandor Liu, est lui aussi un patineur olympique, qui représente la Hongrie.
Elle représente l'association Right to Play, qui inspire les enfants du monde entier, et surtout des camps de réfugiés, à s'épanouir par le jeu et le sport.

## Carrière

### Les débuts
De 2007 à 2012, elle participe à tous les Championnats du monde sans jamais faire de podium.

### Jeux olympiques de Vancouver
En 2010, elle participe aux Jeux olympiques d'hiver de Vancouver et obtient comme meilleur résultat une onzième place au 500 m.
En 2013, elle gagne sa première médaille en championnats du monde, le bronze au 1000 mètres. La même année, elle est championne d'Europe sur le 1000 mètres et le 1500 mètres.

### Jeux olympiques de Sotchi
En 2014, elle participe aux Jeux olympiques d'hiver de Sotchi et reçoit un penalty sur chacune des trois distances auxquelles elle participe. Après cet échec, elle reçoit énormément d'insultes sur les réseaux sociaux, en particulier des menaces de la part d'internautes coréens, qui l'accusent d'avoir causé volontairement les chutes de groupe qui ont ralenti les patineuses coréennes. Elle désactive son compte Twitter et songe à abandonner sa carrière sportive,. Après ce harcèlement, elle commence le cyclisme à haut niveau, mais décide d'effectuer un cycle olympique de plus en patinage de vitesse.
En 2015, elle se blesse à la cheville. L'année suivante, elle rate plusieurs manches de la coupe du monde à la suite d'un traumatisme crânien.

### Jeux olympiques de Pyeongchang
En 2017, elle devient la première short-trackeuse britannique femme à obtenir une médaille d'or aux Championnats du Monde lorsqu'elle obtient l'or au 1500 mètres à Rotterdam. Au cours du même événement, elle gagne le 1000 mètres et le classement général de l'événement. Elle éprouve une vive frustration en ratant l'or de peu au 500 mètres. Elle est la première femme européenne à obtenir un titre de championne du monde de short-track, et la première femme ni coréenne, ni chinoise à le remporter depuis 1994,.
En septembre 2017, elle se blesse à la cuisse. Elle parvient quand même à se qualifier aux Jeux olympiques d'hiver de Pyeonchang.
À la première manche de la Coupe du monde, à Budapest, elle arrive quatrième au 1500 mètres. Au 1000 mètres, elle décroche le bronze. Elle se qualifie en finale B du 500 mètres, mais abandonne la compétition à cause de sa blessure. À la deuxième manche de la Coupe du monde, en octobre 2017 à Dordrecht, elle ne se présente pas au 1000 mètres auquel elle est pourtant inscrite, toujours à cause de sa blessure à la cuisse. Elle ne se présente pas non plus au 500 mètres. Elle prend un penalty en demi-finales du 1500 mètres. À la troisième et avant-dernière manche de la Coupe du monde, en novembre 2017 à Shanghai, elle prend un penalty après avoir fait deux faux départs en demi-finale du 500 mètres et arrive 8e du classement de la distance.  Elle ne participe pas au 1500 mètres et est disqualifiée au deuxième tour du 1000 mètres. Elle arrive à la dernière manche de la saison, en novembre 2017, avec un entraînement très réduit depuis 8 semaines, en raison de sa blessure à la première manche de la Coupe du monde. Elle remporte la finale B du 1500 mètres, finissant 8e du classement. Elle remporte le 500 mètres,. Au 1000 mètres, elle prend une pénalité après avoir fait tomber Shim Suk-hee en finale A de la distance.
En décembre 2017, elle fait partie des favorites pour une victoire au 500 mètres ou au 1000 mètres.

## Prix et récompenses
En octobre 2017, elle est nommée sportive de l'année par le Sunday Times.